# همه‌پرسی الحاق ۲۰۲۲ در اوکراین تحت اشغال روسیه
در اواخر سپتامبر ۲۰۲۲، مقامات مستقر توسط روسیه در اوکراین رفراندوم‌هایی را در مورد الحاق سرزمین‌های اشغالی اوکراین به روسیه ترتیب دادند. آنها به‌طور گسترده توسط مفسران به عنوان رفراندوم ساختگی توصیف و توسط کشورهای مختلف محکوم شدند.
این رای‌گیری‌های شتابزده در چهار منطقه اوکراین انجام شد - ایالت‌های دست نشانده روسیه جمهوری خلق دونتسک و جمهوری خلق لوهانسک در استان‌های دونتسک و لوهانسک اوکراین تحت اشغال روسیه، و همچنین ادارات نظامی منصوب شده توسط روسیه در استان خرسون. و منطقه زاپوریژیا، در هفته اول تهاجم ۲۰۲۲ و همچنین در روسیه، تصرف و اشغال شدند.  بسیاری از مردم از آغاز تهاجم روسیه به اوکراین یا به روسیه در سال ۲۰۲۲ فرار کرده‌اند. این همه‌پرسی از سوی سازمان ملل متحد برخلاف منشور ملل متحد سازماندهی شده‌است و طبق قوانین بین‌المللی غیرقانونی است. همه‌پرسی نهایتاً به الحاق جنوب و شرق اوکراین به روسیه منجر شد.